# Роуз, Мозес

Луис «Мозес» Роуз.
фото середины 19-го века

Луис «Мозес» Роуз (англ. Louis "Moses" Rose, 11 мая 1785 — 1850 или 1851), также известный как Льюис Роуз (англ. Lewis Rose) или Трус из Аламо (англ. The Coward of the Alamo), согласно техасской легенде, был единственным человеком, не переступившим так называемую «линию на песке», проведённую командиром гарнизона крепости Аламо Уильямом Тревисом, и таким образом избежавшим участи остальных защитников, павших во время штурма миссии мексиканской армией в марте 1836 года. За этот поступок он был прозван трусом.

## Жизнь до Аламо
Согласно самой распространённой версии, Роуз был ветераном, в прошлом служившим в Великой армии Наполеона Бонапарта. С 1806 года он в составе 101-го полка быстро дослужился до лейтенанта, участвовал в неапольской, португальской, испанской кампаниях, а также во вторжении в Россию. В 1814 году за проявленный героизм был удостоен ордена Почётного легиона. После разгрома Великой армии и падения Наполеона, в 1820-х годах, иммигрировал в Накодочес, Техас, где и проживал на тогда ещё мексиканской территории до 51-летнего возраста, когда в 1835 году разразилась Техасская революция.

## Пребывание в Аламо
По общепринятой версии, он был другом Джеймса Боуи, вместе с ним участвовал в осаде Бехара осенью 1835 года. Вместе с людьми Боуи он присоединился к гарнизону Аламо в конце января 1836 года. Впрочем, его имя не указывается в каких-либо учётных списках. Ни среди участников осады Бехара, ни среди списков защитников Аламо, которые исполняющий обязанности командующего Джеймс Нейл составлял 31 декабря 1835 года и 1 февраля 1836 года, хотя сам Боуи в них значится. В то же время, человек по имени «Роуз из Накодочес» числится среди жертв Аламо в статье «Telegraph and Texas Register» от 14 марта 1836 года. Это была первая попытка составить список личного состава Аламо, предпринятая Джоном Смитом, последним курьером из крепости, и Джеральдом Наваном, который также мог быть курьером из Аламо. Выживший свидетель штурма — Сюзанна Дикинсон — в 1853 году и повторно в 1857 году утверждала, что единственный человек по фамилии Роуз, которого она знала в Аламо, был Джеймс Роуз, который прибыл вместе с Дэви Крокеттом и погиб.
Историк Томас Рикс Линдлей считает, что Роуз планировал сражаться в Аламо и присоединился к группе добровольцев, шедших 4 марта на помощь осаждённым. По исследованиям Линдлея, около 50 добровольцев успешно проникли в крепость, оставшаяся часть была отброшена мексиканскими войсками. Роуз мог быть среди этой рассеянной группы, и либо видел как его товарищи вошли в Аламо, либо думал, что они смогли туда пробраться.

## Линия на песке
По легенде, за два дня до падения Аламо командующий Уильям Тревис на общем построении провёл клинком своей сабли линию на песчаном полу миссии, и предложил всем желавшим остаться (и наверняка погибнуть) в Аламо пересечь эту линию и стать рядом с ним. Луис Роуз, которому на тот момент шёл 51-й год, и который в своей жизни уже видел на практике уничтожение после тщетного и бесполезного сопротивления, был единственным защитником Аламо, не перешагнувшим линию Тревиса, чтобы остаться в миссии. Была ли вообще в действительности эта линия, проведённая на песке, есть предмет споров, но наверняка всем был предоставлен шанс уйти или остаться. Также считается, что Мозес Роуз сам пересказывал историю о линии на песке.
Он покинул Аламо ночью 5 марта, ускользнув от мексиканских сил, готовившихся к штурму на следующее утро. Роуз отправился в округ Гримс, где нашёл приют и покой в семье поселенца Уильяма Зубера. Роуз не пытался скрыть правду о своих странствиях, мотивируя своё решение любовью к своей семье и детям, и готовностью сражаться в любой другой день, но не участвовать в бойне подобной тем, которые он видел не раз. Впрочем, в следующих сражениях он и не участвовал, отстранившись от дальнейшего хода революции. В конечном счёте, в 1842 году, он поселился в Логанспорте, штат Луизиана.

## Образ труса
Луис Роуз обычно изображается трусом, несмотря на его разумное обоснование и предшествующий военный опыт на двух континентах. В значительной степени это происходит из-за техасской гордости за битву за Аламо, и ответной реакции против него в сравнении с другими защитниками, решившими остаться и умереть. Некоторые защитники Роуза ссылаются на другие примеры, включая Хуана Сегуина (который покинул Аламо в поисках подкреплений и считается героем обороны), уехавших из крепости во время битвы, наряду с другими как минимум 12 случаями тех, кто оставил форт в качестве курьера в период краткого перемирия предоставленного генералом Антонио Лопесом де Санта-Анной. Сторонники Сегуина и других солдат упирают на то, что все они уехали из Аламо повинуясь приказу и выполняя какое-либо задание, в то время как Роуз предпочёл бросить своих товарищей, чтобы спасти свою жизнь. Факты в том виде, в котором они дошли до нас, свидетельствуют об этом. Не говоря о том, что Хуан Сегуин действительно возвращался в Аламо, но гарнизон уже пал к моменту его появления.
Репутация труса сопровождала Роуза до конца его жизни, и сохранилась до сих пор, невзирая на то, заслуживал он её или нет. Дополнительным усугубляющим фактом послужило то, что накануне последнего штурма 32 добровольца пробрались в крепость и оказали поддержку её защитникам. И когда его много лет спустя спрашивали почему он не пересёк линию и не остался, он просто отвечал: «Ей-Богу, я не собирался умирать!» Такая позиция не способствовала реабилитации его доброго имени, особенно в Техасе.
В течение следующих лет Роузу приходилось часто контактировать с членами семей людей погибших в Аламо, пытавшихся таким образом подтвердить факт смерти своих родственников для разрешения земельных и имущественных споров. В некоторых существующих списках выживших из Аламо Роуз даже не включён, поскольку он ушёл перед финальным штурмом. В 1927 году его родственники передали мушкет Роуза в музей Аламо. Да и сам Роуз признавал, если спрашивали, что в сущности являлся «Трусом из Аламо».